# Cmentarz Komunalny w Legnicy
Cmentarz Komunalny w Legnicy – położony w Legnicy przy ul. Wrocławskiej 124 największy cmentarz w mieście, istniejący nieprzerwanie od 1822 r. Zajmuje obszar ok. 45 ha, ograniczony od południa ul. Wrocławską, od wschodu i północy – nasypami linii kolejowych (magistrala E 30 i linia kolejowa nr 137), od zachodu – aleją Ofiar Ludobójstwa OUN-UPA.
Cmentarzem administruje Legnickie Przedsiębiorstwo Gospodarki Komunalnej.

## Historia

### Przed 1945 r.
Zbiorczy cmentarz komunalny w Legnicy został wytyczony w 1821 roku, kiedy po likwidacji parafialnych cmentarzy kościołów św. ap. Piotra i Pawła oraz Najświętszej Marii Panny, założonych na pocz. XIV w. w miejscu dzisiejszych północnych skrajów Parku Miejskiego, zakazano pochówku zmarłych w rejonie dawnych murów miejskich. Wówczas, w odległości 1,5 km na wschód od Starego Miasta, na obszarze 7,5 ha założono cmentarz komunalny dla wszystkich wyznań chrześcijańskich. Cmentarz poświęcono 9 września 1822.
Po raz pierwszy cmentarz uległ rozbudowie w 1845 roku, gdy wielka liczba śmiertelnych ofiar epidemii cholery wymusiła zwiększenie liczby kwater grzebalnych. Wtedy założenie powiększono i uregulowano (według projektu nieznanego z imienia Wolffa), wyznaczając 25 kwater grzebalnych i 3 leśne, w układzie zbliżonym do współczesnego, a także wznosząc tymczasowy dom pogrzebowy. Przez kolejne lata gromadzono fundusze na realizację postulatu wpływowego fabrykanta legnickiego Friedricha Teicherta, który postulował zastąpienie domu okazałą kaplicą położoną w centralnej części cmentarza, co zrealizowano w 1868-1869 r. wedle projektu inspektora Wolffa, poprawionego przez miejskiego radcę budowlanego Johanna Roberta Mendego. Kolejnych powiększeń obszaru nekropolii w kierunku wschodnim dokonywano w latach 1880, 1898 i 1915. W latach 1925–1926 do istniejącej kaplicy pogrzebowej dobudowano przykryte kopułą krematorium oraz budynek administracyjny. W 1926 r. w północnej części wyznaczono kwatery dla nowego cmentarza żydowskiego, zlikwidowanego przez nazistów w 1938 roku. Przy każdej rozbudowie dokonywano przedłużenia istniejących sieci wodnych i kanalizacyjnych, budowano nowe studnie, ciągi piesze i ogrodzenie.
W 1938 r. hitlerowskie władze zmieniły północne kwatery żydowskie w cmentarz garnizonowy. W trakcie II wojny światowej w krematorium palono zwłoki więźniów obozu koncentracyjnego Gross-Rosen w Rogoźnicy. W marcu 1944 roku w krematorium spalono zwłoki 10 lotników alianckich z grupy 50 zbiegłych z obozu jenieckiego w Żaganiu (kanwa filmu Wielka Ucieczka), zamordowanych przez gestapo, w tym zwłoki kapitana Włodzimierza Kolanowskiego.

### Po 1945 roku
Po przejęciu Legnicy przez stronę polską krematorium zostało zamknięte (od tego czasu już nigdy nie pełniło swojej funkcji), a obok niego umieszczono tablice pamięci żołnierzy AK i Sybiraków oraz ustawiono urnę z prochami ofiar (filia muzeum Gross-Rosen). Po wysiedleniu ludności niemieckiej nagrobki sprzed 1945 r. (w tym kwatera ofiar I wojny światowej) zostały zdewastowane. Do 1960 roku większość grobów niemieckich została zlikwidowana. Wiele spośród starych płyt nagrobnych wykorzystano do budowy muru wokół cmentarza
W południowo-wschodniej części cmentarza w 1945 r. powstała zajmująca 0,8 ha kwatera żołnierzy Północnej Grupy Wojsk Armii Radzieckiej, którzy polegli w trakcie wojny lub zmarli w wyniku poniesionych obrażeń w legnickich szpitalach tuż po wojnie. W latach 70. radziecki cmentarz przebudowano. 6 listopada 1972 r. odsłonięto betonowy monument upamiętniający żołnierzy sowieckich. W północno-wschodniej części cmentarza istniały nagrobki radzieckich cywilów, którzy zmarli podczas pracy przy obsłudze garnizonu w latach 50. i 60.
W 1974 r. odcięto cmentarz komunalny od żydowskiego ulicą Pamiątkową, przemianowaną później na Pątnowską, następnie Aleję Ofiar Ludobójstwa OUN-UPA.
Ze wspólnej inicjatywy obecnych mieszkańców miasta i byłych legniczan zamieszkałych w Wuppertalu (miasto partnerskie Legnicy) przy kaplicy ustawiono w 1993 roku symboliczny pomnik w formie granitowej arkady, ku pamięci pochowanych w latach 1822–1945, których groby przestały istnieć. Pomnik wzniesiono według koncepcji miejscowego artysty Henryka Bacy.
Przy cmentarzu w latach 2000–2007 stanęła Cerkiew Zaśnięcia Najświętszej Maryi Panny w Legnicy, zbudowana według projektu Jacka Mermona.
23 lipca 2009 r. nawałnica, która przeszła przez Legnicę dokonała wiele szkód na cmentarzu, zniszczonych zostało wiele grobów, a także wiele starych, zabytkowych drzew.
W związku z wyczerpywaniem się miejsca na rozbudowę cmentarza, w latach 2009–013 na wzgórzu Wąwelno wzniesiono nowy cmentarz komunalny dla miasta Legnicy. Dotychczasowa nekropolia jest rozbudowywana o kolumbaria, wznoszone w miejscu dawnych murów oddzielających sektory.

## Przyroda
Cmentarz Komunalny na ul. Wrocławskiej uznaje się za jeden z cenniejszych zbiorów zabytkowej zieleni na obszarze Dolnego Śląska. Rosną tutaj topole, dęby, kasztanowce, robinie akacjowe, lipy, klony, jarzębiny, sosny, świerki, jodły, tuje i wierzby, z których najstarsze liczą sobie ponad 150 lat. Wiele drzew zniszczyła nawałnica z 23 lipca 2009 r.

## Pochowani
Zasłużone osoby pochowane na cmentarzu komunalnym w Legnicy:
- ks.Tadeusz Łączyński[4][10]
- Marian Kaczor[11]
- Henryk Karliński[4]
- Feliks Wiśniowski[4]
- Bronisław Chyła[4]
- Stanisław Cieślik
- Maria Hulajew
- Paweł Juros[4]
- Mieczysław Pawełek[4]
- Tadeusz Gumiński
- ks. Tytus Korczyk
- ks.Władysław Jóźków
- ks. Tadeusz Kisiński[12]
- Alicja Kopestyńska
- Lidia Nowikowa[13]
- Ryszard Badoń-Lehr[14]
- Mieczysław Matysiak
- Lidia Juniszewska
- Zygmunt Łuszcz
- Mieczysław Borkowski[15]
- Jan Hieronim Bocheński[16]
- Zdzisław Barczewski
- Marzena Kipiel-Sztuka
- Marek Aniszewski[17]
- Jan Kozioł[a] – uczestnik wojny polsko-bolszewickiej, odznaczony orderem  Virtuti Militari V klasy, Krzyżem Walecznych.

## Galeria

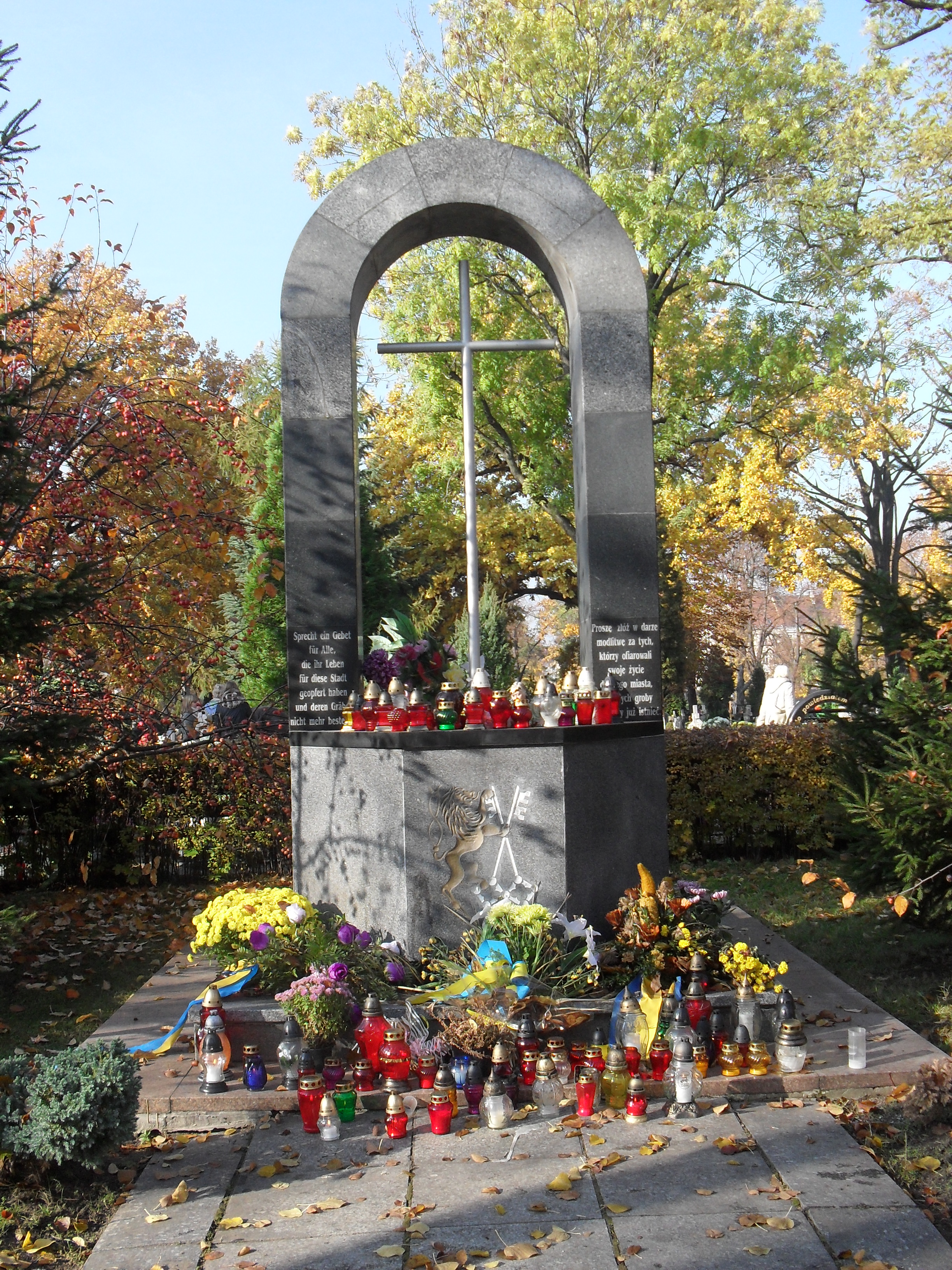
Legnica, cmentarz komunalny
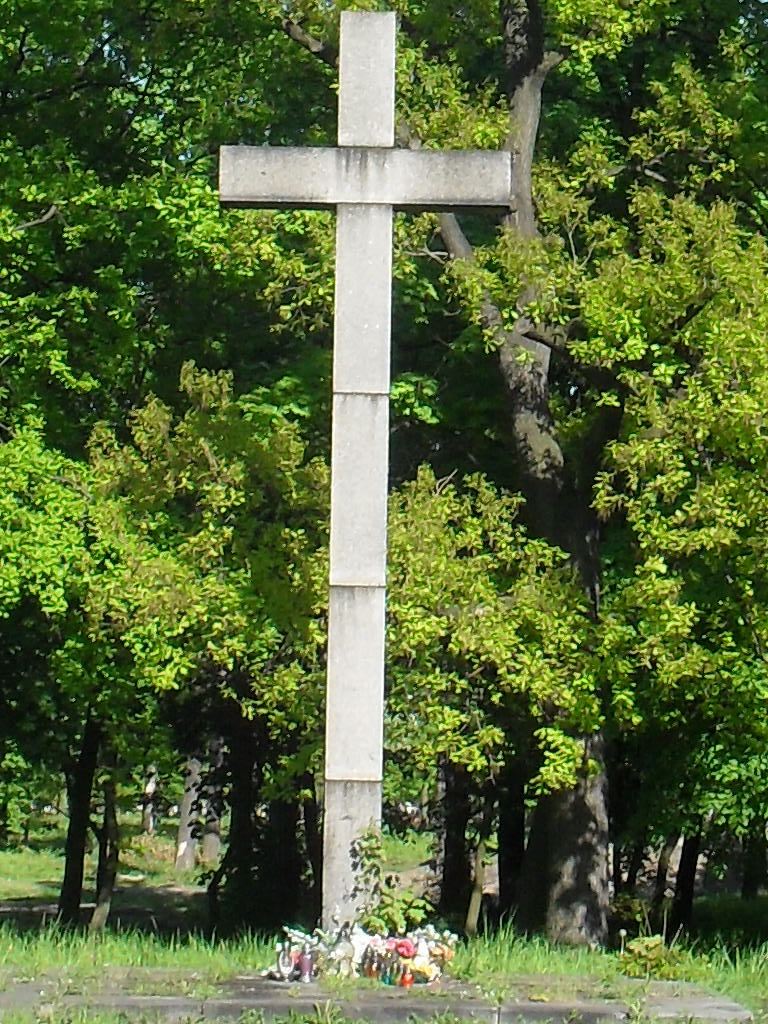
Legnica, cmentarz komunalny
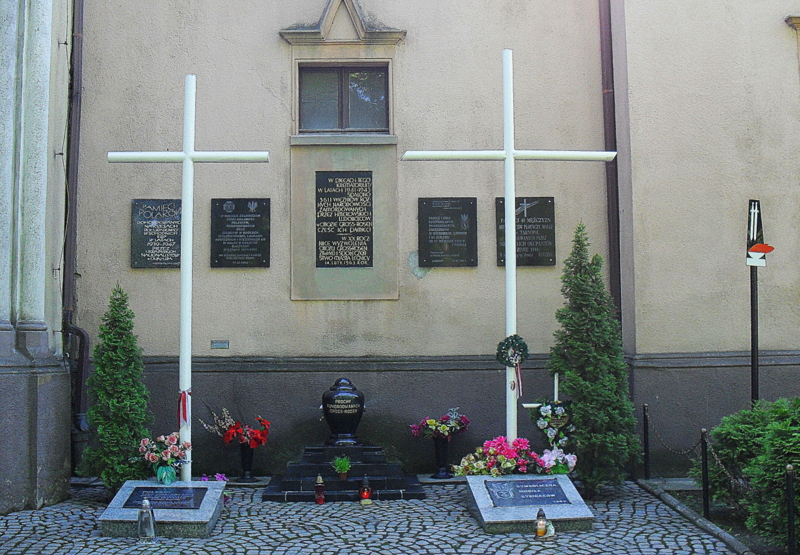
Legnica, cmentarz komunalny
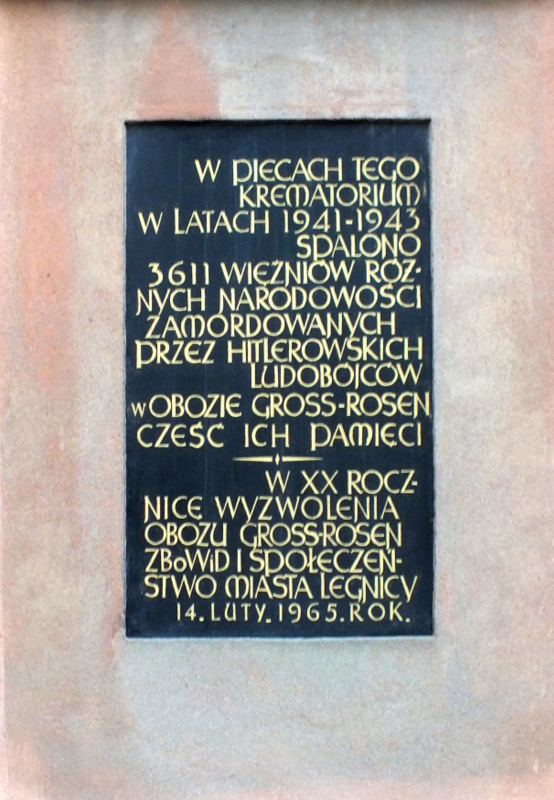
Legnica, cmentarz komunalny, tablica pamiątkowa
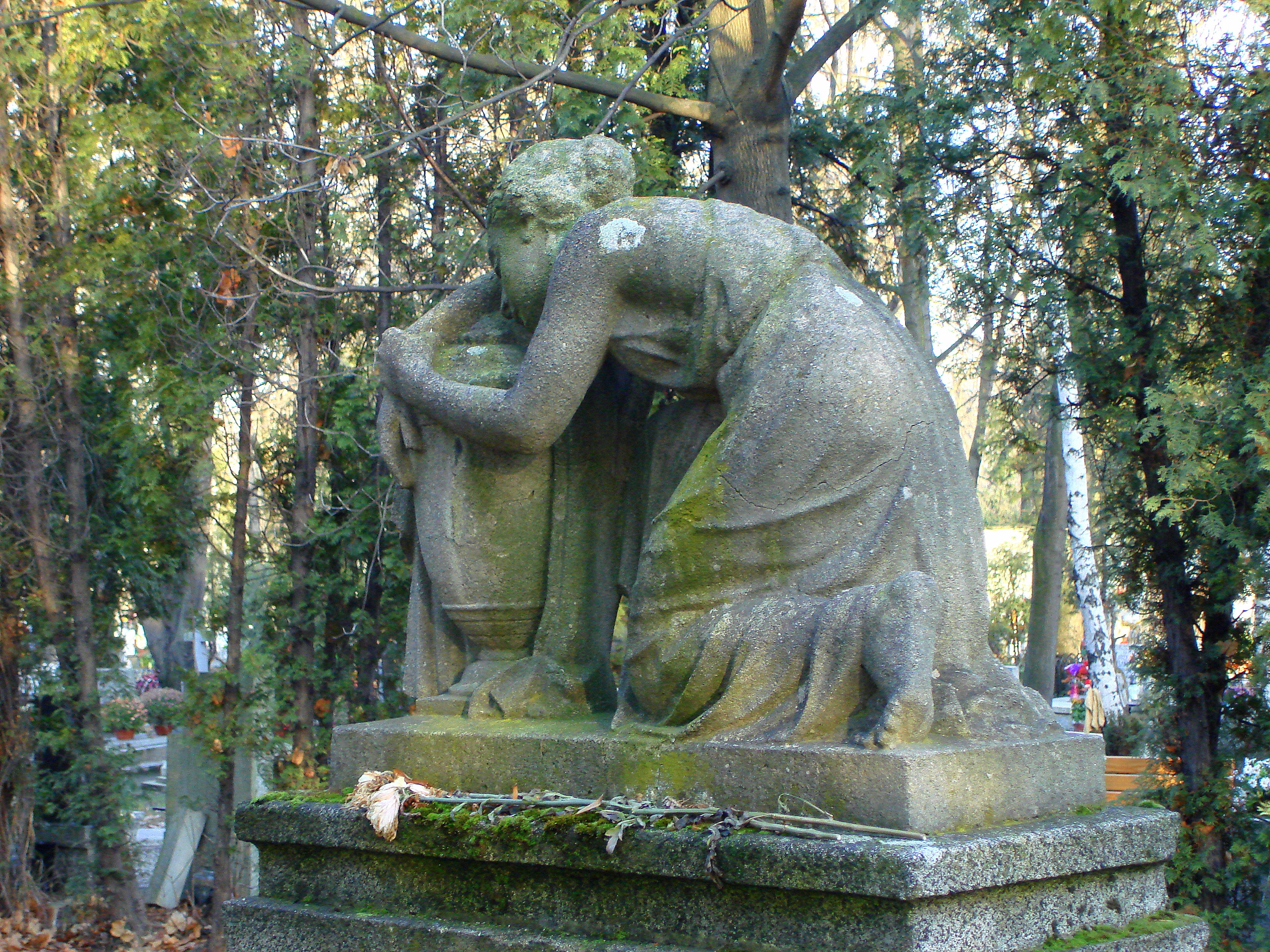
Legnica, cmentarz komunalny
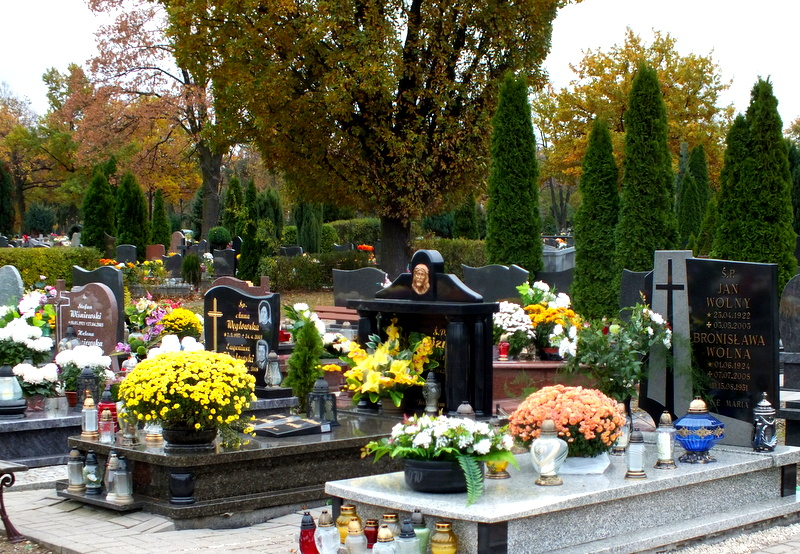
Legnica, cmentarz komunalny
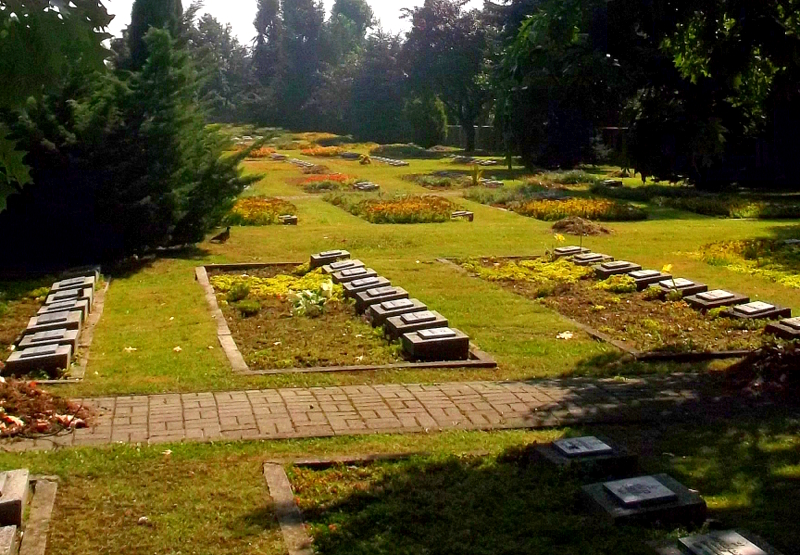
Legnica, cmentarz komunalny, groby żołnierzy radzieckich
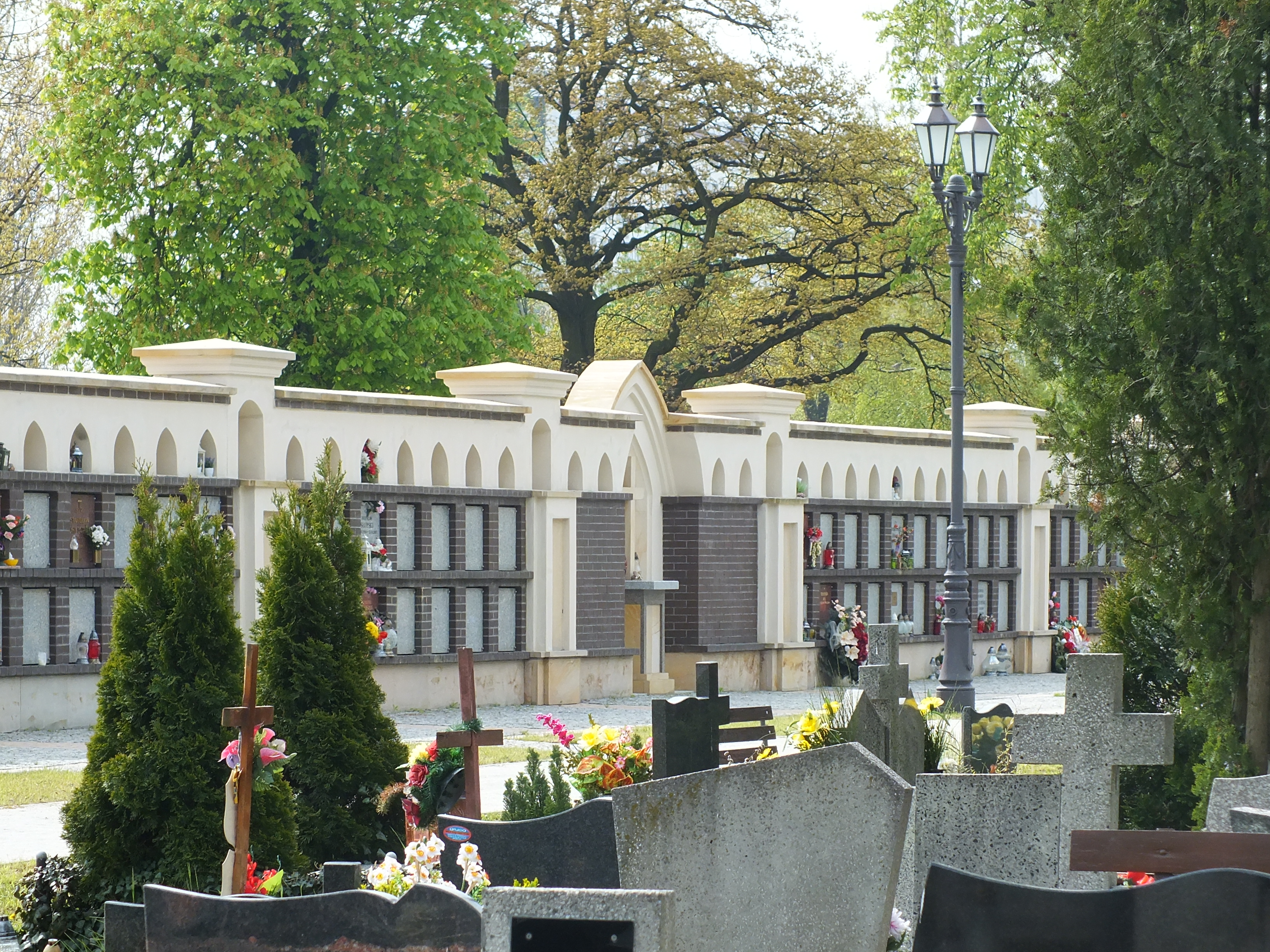
Legnica, kolumbarium na cmentarzu komunalnym
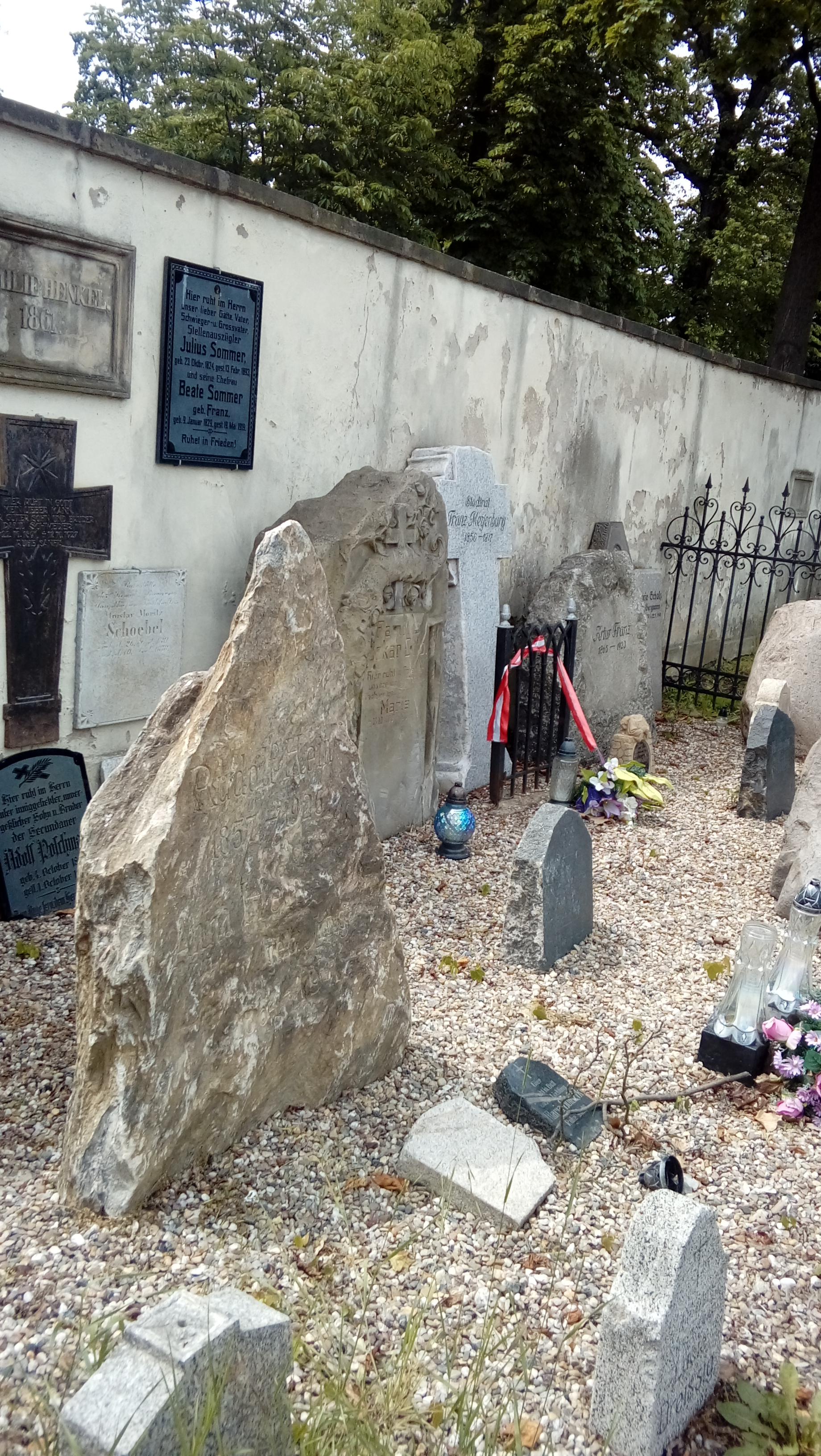
Legnica, lapidarium na legnickim cmentarzu komunalnym